# 折原梨花
折原 梨花（おりはら りか、1997年2月27日 - ）は、日本のクレー射撃選手。栃木県生まれ。栃木県育ち。
身長152cm。

## 略歴
- 1997年、栃木県に生まれる。
- 栃木県立真岡北陵高等学校に在学中、ライフル射撃部に所属しビームライフルで射撃の腕を磨く。
- 射撃を初めて僅か2年後の17年に国際ジュニアグランプリ優勝。
- 2018年、アジア大会出場。
- 2019年、文星芸術大学卒後に林テレンプ株式会社所属となりオリンピックを目指す[1]。
- 日本クレー射撃協会所属。
- 2022年11月22日に高校の同級生でエアピストル競技の海賀竜之介選手と入籍。
- 2023年5月、パリ五輪出場枠獲得大会派遣選手選考会において、パリ五輪のスキート女子日本代表に選出される。

## 人物
- 栃木県那須塩原市で育つ。
- 父親は全日本選手権10度優勝の実績を持つ折原研二。幼少期から父の影響で射撃に親しみ、18歳からクレー射撃を開始。
- 祖父の代から続くクレー射撃一族。栃木・那須に祖父が作り、父親の管理する射撃場を拠点に練習を積み重ねる[2]。
- 18年のアジア大会（ジャカルタ）では親子出場で注目を集めた。
- 小さい頃から射撃場周辺の川や山で遊び、銃声やクレーの割れる音を聞きながら成長。父親の練習する姿を見て「クレー射撃を絶対にやる!」という思いを持ち続けた。日本クレー射撃協会の推薦で通常より2年早い18歳から銃所持の免許を取得するまではライフル射撃部がある高校で腕を磨く。3年時に出場した国体では、ビームライフル射撃2種目で優勝[2]。
- 昭和の珍作アニメ『チャージマン研!』に憧れ、地球を侵略しようとするジュラル星人から地球の平和を守る事を使命としており、ジュラル星人の弱点を徹底解析して、ペットの黒猫ジジと共に来たるべき戦いに備えている。

## 大会
- 2014年、国民体育大会（長崎）ビームライフル2種目目優勝
- 2017年、全日本大学選手権優勝
- 2017年、国際ジュニアグランプリ優勝
- 2018年、全日本大学選手権優勝
- 2019年、ユニバーシアード競技大会（イタリア・ナポリ）4位
- 2019年、全日本選手権3位
- 2020年、全日本選手権6位
- 2021年、令和3年度JOCジュニアオリンピックカップ（クレー射撃）優勝
- 2021年、全日本選手権優勝
- 2021年、伊勢原本部公式有償
- 2022年、全日本選手権優勝
- 2022年、成田本部公式優勝
- 2023年、那須本部公式優勝
- 2023年、アジア選手権大会MIX6位入賞
- 2023年、アジア大陸選手権大会8位入賞

## 出演
- 日本テレビ 「上田晋也の日本メダル話」（2022）
- BS-TBS「日本史上初　親子同時五輪出場なるか?クレー射撃・折原親子に密着」（2019）
- 日本テレビ「上田晋也の日本メダル話」(2019)
- フジTV『S-PARK』(2018)
- TBSテレビ「炎の体育会TV」(2018)
- TBSテレビ 「スポーツが好きだ!〜私の『チカラの源』」(2018)
- フジテレビ「ジャンクSPORTS」(2018)
- BS朝日『スポーツクロス』(2017)
- NHK BSプレミアム『ぐっさんのニッポン国道トラック旅！４号線　東京~青森の巻』(2017)